# Бент Крістенсен
Бент Крістенсен (дан. Bent Christensen, нар. 4 січня 1967, Копенгаген) — колишній данський футболіст, нападник. По завершенню кар'єри гравця — футбольний тренер. Відомий, зокрема, виступами за збірну Данії, а також футбольні клуби «Шальке» та «Брондбю». Чемпіон Європи 1992 року.

## Клубна кар'єра
Крістенсен почав свою клубну кар'єру «Бреншеї» 1985 року. Бент забив 11 м'ячів у 18 зустрічах і в тому ж році у віці 17 років перейшов до швейцарського «Серветту». У своєму першому сезоні він допоміг новій команді виграти золото чемпіонату Швейцарії. 1987 року Крістенсена віддали в оренду до «Вайле». Після завершення оренди він підписав контракт з «Брондбю». З новим клубом нападник чотири рази став чемпіоном Данії і завоював Кубок Данії. 1991 року Бент став найкращим бомбардиром чемпіонату Данії. У сезоні 1990-91 Крістенсен разом з «Брондбю» досяг півфіналу клуб УЄФА. Влітку того ж року він перейшов до німецького «Шальке». В 49 матчах за новий клуб Бент забив 8 голів.
Сезон 1993-94 Крістенсен розпочав у грецькому «Олімпіакосі». У 1994 році він підписав контракт з іспанською «Компостелою». У Іспанії за три сезони Бент зіграв 100 матчів і забив 35 м'ячів. Сезон 1997-98 данець провів у турецькому «Генчлербірлігі», після чого повернувся до «Брондбю». З «Брондбю» Бент Крістенсен ще раз став чемпіоном Данії та здобув кубок. В цілому Крістенсен провів за клуб 208 матчів і забив 116 м'ячів. Бенту також належить рекорд за кількістю забитих голів у першості Данії — 80 м'ячів. 2000 року він повернувся у свій рідний клуб «Бреншей», де дограв сезон та завершив кар'єру.

## Виступи за збірну
1984 року у складі юнацької збірної Данії (U-19) Бент Крістенсен взяв участь у Юнацькій першості Європи. 1989 року в товариському матчі проти збірної Мальти він дебютував за національну збірну Данії. Під час відбіркової стадії до Євро-92 Бент забив шесть голів. Справжнім лідером він проявив себе з основними суперниками по групі: збірними Югославії та Австрії, забивши по два голи в кожному матчі. 1992 року Крістенсен був включений до заявки збірної Данії на участь у чемпіонат Європи і став одним з переможців турніру. На турнірі він зіграв у матчах проти збірних Англії та Швеції. Бент отримав травму і був змушений відмовитись від подальшої участі у змаганні, але все ж взяв участь у святкових заходах після перемоги на турнірі.

## Титули і досягнення

### Гравець
«Серветт»
- Чемпіонат Швейцарії
  - Чемпіон (1): 1984–85

 «Брондбю»
- Чемпіонат Данії
  - Чемпіон (5): 1987, 1988, 1990, 1991, 1997–98
  - Найкращий бомбардир (3): 1988, 1990, 1991
- Кубок Данії
  - Володар (2): 1988–89, 1997–98
  - Фіналіст (1): 1987–88

 Збірна Данії
- Чемпіонат Європи
  - Чемпіон (1): 1992